# Som x röstar, röstar y
"Som x röstar, röstar y" är en frasmall som uttrycker att ett valresultat på en ort eller delstat (x) anses kunna förutsäga valresultatet för ett helt land (y).
På engelska förekommer uttrycket bellwether, efter vanan att sätta en bjällra kring halsen på en hammel (en kastrerad bagge) som på engelska kallas för en "wether". Hammeln leder sin flock får och på grund av bjällran kan flocken lättare lokaliseras.

## Exempel
- Frankrike − Donzy har i tidigare val röstat som hela Frankrike.[1]
- Sverige − Uttrycket "Som Ljungby röstar, röstar Sverige" om Ljungby kommun myntades tidigt 1970-tal, men på senare år (2006) har Karlstad kommun, Kalmar kommun och Halmstad kommun haft resultat som mer liknar rikets i riksdagsvalen.[2] Under valet 2022 nämndes Skövde kommun, Borås kommun, Falu kommun och främst Kalmar kommun.[3]
- USA − Delstaten Missouri anses vara en politisk barometer för USA.[4]
- USA − Delstaten Ohio förekommer i uttrycken "Ingen republikan har någonsin valts till Vita huset utan Ohio" och "Som Ohio går, så går presidentvalet".[5] Betydelsen av utgången av primärvalen i Ohio som barometer för presidentvalet är däremot avsevärt mindre.[6]

## Fotnoter